# La Vocation de Dignité
 (mars 2025).
 (mars 2025).
La Vocation de Dignité est un roman de l'écrivain gabonais Jean Divassa Nyama. Paru en 1997 aux éditions Ndzé,, l'œuvre remporte le Grand Prix littéraire d'Afrique noire en 2008.